# Muneville-le-Bingard
Muneville-le-Bingard är en kommun i departementet Manche i regionen Normandie i norra Frankrike. Kommunen ligger i kantonen Saint-Sauveur-Lendelin som tillhör arrondissementet Coutances. År 2022 hade Muneville-le-Bingard 730 invånare.

## Befolkningsutveckling
Antalet invånare i kommunen Muneville-le-Bingard
| Referens: INSEE |